# Nikołaj Rajewski

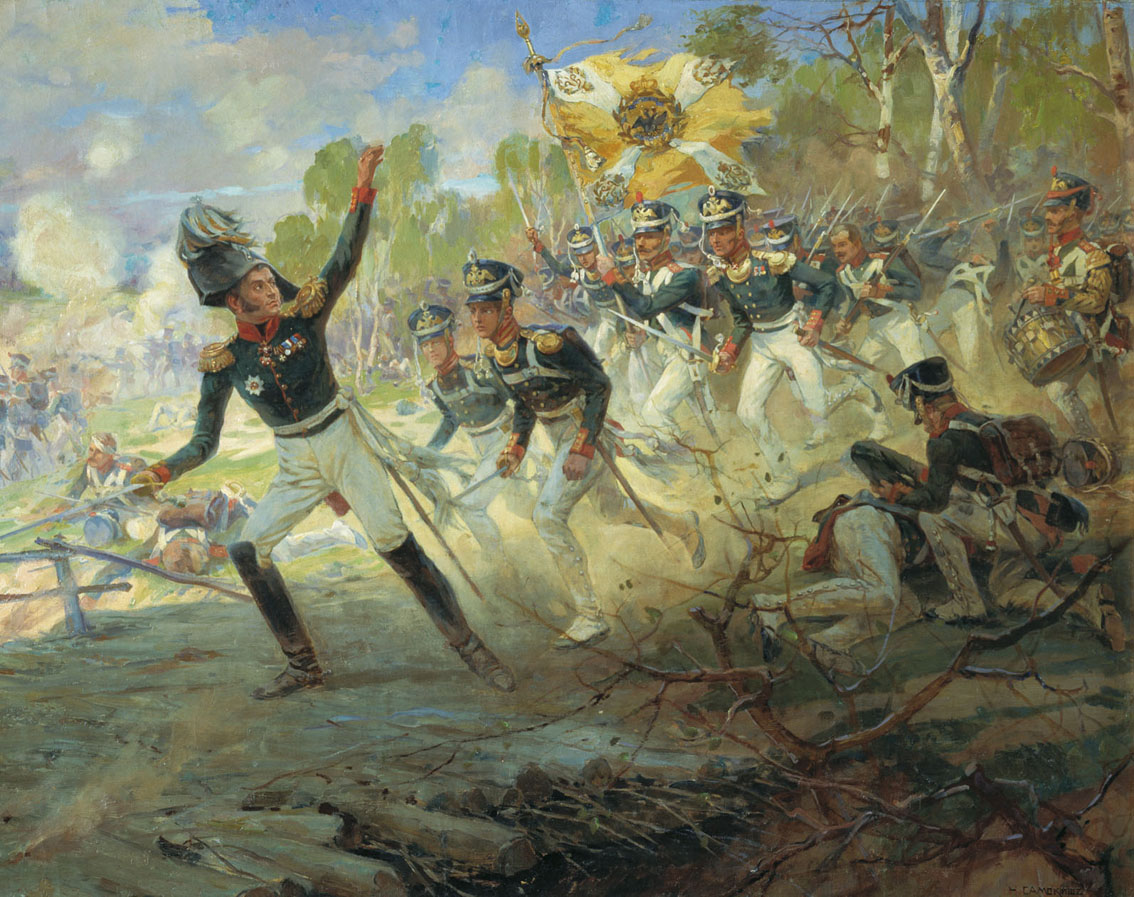
Gen. Nikołaj Nikołajewicz Rajewski

Nikołaj Nikołajewicz Rajewski (ros. Николай Николаевич Раевский, ur. 14 września 1771; zm. 16 września 1829) – generał armii Imperium Rosyjskiego, uczestnik bitew okresu wojen napoleońskich.
Nikołaj Rajewski pochodził ze starego polskiego rodu szlacheckiego Rejewskich herbu Łabędź. Jego dziadek Siemion Rajewski był prokuratorem Świętego Synodu.
Jego ojciec Nikołaj Siemionowicz krótko przed narodzinami syna brał udział w stopniu majora w 5. wojnie rosyjsko-tureckiej 1768–1774. Poślubił Jekatierinę Samojłową, siostrzenicę księcia Grigorija Potiomkina i siostrę księcia Aleksandra Samojłowa. Zmarł na kilka miesięcy przed przyjściem na świat swojego syna Nikołaja Nikołajewicza.
W 1794 Nikołaj Nikołajewicz Rajewski poślubił Zofię Konstantinową, wnuczkę i dziedziczkę naukowca Michaiła Łomonosowa. Mieli dwóch synów i cztery córki.